# Saint-Félix-de-Villadeix
Saint-Félix-de-Villadeix là một xã nằm ở tỉnh Dordogne vùng Aquitaine của Pháp. Xã này có diện tích 16,88 km², dân số năm 2007 là 1688 người. Xã nằm ở khu vực có độ cao trung bình 160 m trên mực nước biển.

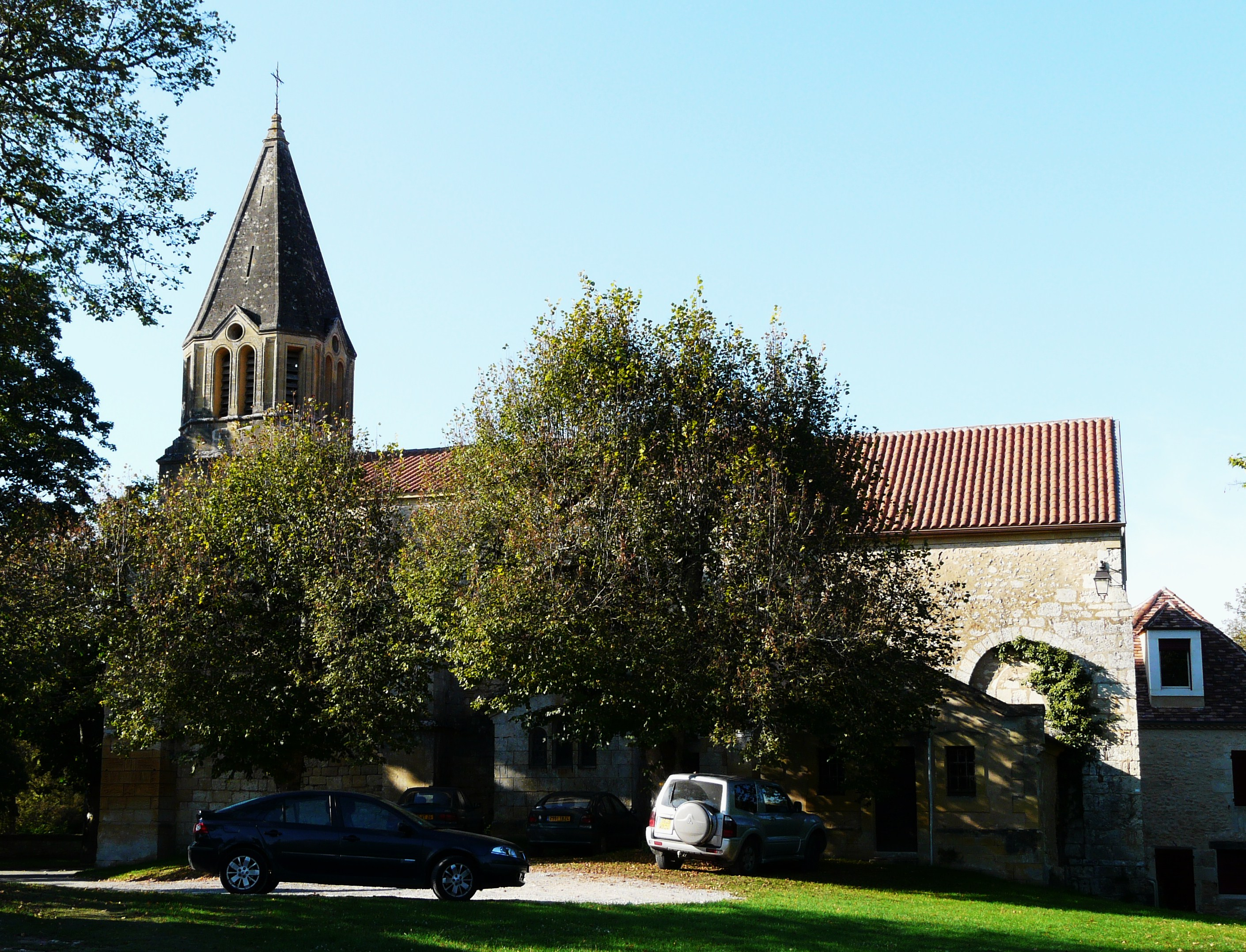
Nhà thờ Saint-Félix

## Hành chính
| Danh sách các xã trưởng                |             |                  |                  |         |
| Giai đoạn                              | Giai đoạn   | Tên              | Đảng             | Tư cách |
| 1990                                   | đương nhiệm | Guy Rabier-Marty | không chính thức | hưu trí |
| Tất cả các dữ liệu trước đây không rõ. |             |                  |                  |         |

## Thông tin nhân khẩu
| Năm    | 1962 | 1968 | 1975 | 1982 | 1990 | 1999 | 2007 |
| ------ | ---- | ---- | ---- | ---- | ---- | ---- | ---- |
| Dân số | 280  | 233  | 245  | 266  | 286  | 286  | 308  |